# Gmina Õru
Gmina Õru (est. Õru vald) – dawna gmina wiejska w Estonii, w prowincji Valga.
W skład gminy wchodzi:
- Alevik: Õru.
- 8 wsi: Killinge, Kiviküla, Lota, Mustumetsa, Priipalu, Uniküla, Õlatu oraz Õruste.